# Liste von Unterwasser- und Schiffsarchäologen
In dieser Liste werden Unterwasser- und Schiffsarchäologen gesammelt, die für dieses Fach habilitiert wurden, als Autoren relevant sind oder andere bedeutende Beiträge zur Unterwasser- und Schiffsarchäologie geleistet haben. Enthalten sind darin auch Flussarchäologen, sowie Archäologen, die sich mit den von Wasser bedeckten, in Binnenseen und -häfen entdeckten materiellen Hinterlassenschaften beschäftigen. Amateure, Autodidakten und andere für die Unterwasser- und Schiffsarchäologie bedeutende Personen, die jedoch nicht als Wissenschaftler angesehen werden können, finden sich am Ende in einem gesonderten Abschnitt verzeichnet.

## Namensliste

### A
- José Albelda (Spanier, 1868–1935)
- Christina Angelova (Bulgarin)
- Pascal Arnaud (Franzose, * 1958)

### B
- Robert D. Ballard (US-Amerikaner, * 1942)
- George Fletcher Bass (US-Amerikaner, 1932–2021)
- Alexander Belov (Russe)
- Carlo Beltrame (Italiener, * 1969)
- Ronald Bockius (Deutscher, * 1959)
- Giulia Boetto (Französin, * 1967)
- Matthias Bolliger (Schweizer)
- Louis Bonnamour (Franzose, * 1944)
- Igor Borzić (Kroate)
- Zdenko Brusić (Kroate, 1938–2014)

### C
- Maayan Cohen (Israelin)
- John P. Cooper (Brite)
- Tom Cousins (Brite)
- Jacques-Yves Cousteau (Franzose, 1910–1997)

### D
- Annie Dumont (Französin)

### E
- Detlev Ellmers (Deutscher, 1938–2022)
- Jean-Yves Empereur (Franzose, * 1952)

### F
- Thomas Förster (Deutscher, * 1966)
- Honor Frost (Britin, 1917–2010)

### G
- Ehud Galili (Israeli, * 1950)
- Jerzy Gawronski (Niederländer, * 1955)
- Franck Goddio (Franzose, * 1947)
- Arvid Göttlicher (Deutscher, 1939–2022)
- Eva Grossmann, geb. Fromowitzová (Israelin, * 1932)

### H
- Dietrich Hakelberg (Deutscher)
- Olaf Höckmann (Deutscher, 1935–2023)
- Florian Huber (Deutscher, * 1975)
- Hristomir Smilenov Hristov (Bulgare)

### J
- Marie-Pierre Jézégou (Französin)

### K
- Michael Katzev (US-Amerikaner)
- Susan Womer Katzev (US-Amerikanerin)
- Emad Khalil (Ägypter)
- Joachim Köninger (Deutscher)
- Mariana Krasteva (Bulgarin)
- Joachim Krüger (Deutscher, * 1971)

### L
- Werner Lahn (Deutscher, 1922–2003)
- Michail Ivanov Lazarov (Bulgare, 1934–2006)
- Friedrich Lüth (Deutscher, * 1957)

### M
- Alfred Merlin (Franzose, 1876–1965)
- Igor Miholjek (Kroate)
- Keith Muckelroy (Brite, 1951–1980)

### N
- Emmanuel Nantet (Franzose, * 1982)
- Magdalena Nowakowska (Polin)

### O
- Julia Obladen-Kauder (Deutsche, * 1957)
- Neville Oldham (Brite, 1935–2015)
- Hakan Öniz (Türke)

### P
- Dave Parham (Brite)
- Cemal Pulak (Türke/US-Amerikaner)
- Henrik Pohl (Österreicher)

### R
- Damian Robinson (Brite)
- Baruch Rosen (Israeli)
- Irena Radić Rossi (Kroatin)
- Ulrich Ruoff (Schweizer, * 1940)

### S
- Corinne Sanchez (Französin, * 1972)
- Jenny Sarrazin (Deutsche)
- Helmut Schläger (Deutscher, 1924–1969)
- Uwe Schnall (Deutscher, 1941–2019)
- Gunter Schöbel (Deutscher, * 1959)
- Michele Stefanile (Italiener)
- Hans H. Stühmer (Deutscher, * 1940)
- Helena Wylde Swiny (US-Amerikanerin?)

### T
- Darina Tully (Irin)
- Sebastiano Tusa (Italiener, 1952–2019)

### W
- Shelley Wachsmann (Kanadier/Israeli, * 1950)
- Cheryl Ward (US-Amerikanerin)
- Christer Westerdahl (Schwede, * 1945)[1]
- Stefan Wirth (Deutscher, * 1965)

### Z
- Chiara Zazzaro (Italienerin)
- Vesna Zmaić-Kralj (Kroatin)

## Amateure und Autodidakten
Personen, die sich als Fachfremde oder Nichtwissenschaftler mit bedeutenden Leistungen für die Unterwasser- und Schiffsarchäologie hervorgetan haben, die aber keine Unterwasser- oder Schiffsarchäologen im engeren Sinne sind bzw. waren.
- Philip Baker (Brite)
- Martin Dean (Brite)
- Björn Landström (Schwedisch-Finne, 1917–2002)
- Mick Palmer (Brite)
- Jim Tyson (Brite)
- Felix Walder (Schweizer)
- Armin Wirsching (Deutscher, * 1933)
- Chris Yates (Brite)